# حاكمة قرطاج: الاستيلاء على تونس
حاكمة قرطاج: الإستيلاء على تونس  (بالفرنسية: La Régente de Carthage : Main basse sur la Tunisie)‏ هو كتاب من تأليف نيكولا بو وكاترين غراسييه، نشرته دار نشر لا ديكوفارت في باريس في 2009.

يروي الكتاب مسار ليلى الطرابلسي، زوجة الرئيس التونسي زين العابدين بن علي، ويبين دورها في إدارة شؤون الدولة التونسية رفقة عائلتها. لم يفلح النظام في منع صدور الكتاب لكنه منعه من دخول البلاد.

## مقالات ذات صلة
- عائلة الطرابلسي وبن علي
- الثورة التونسية
- الانتقال الديمقراطي في تونس

## روابط خارجية
- تقديم الكتاب في موقع دار النشر لا ديكوفارت.